# Cycas pranburiensis
{{#ifeq:0|0|{{#if:|{{#if:Cycaspranburiensis|[[]}}|}}}}
Cycas pranburiensis — вид голонасінних рослин класу саговникоподібні (Cycadopsida).
Етимологія: від провінції Пранбурі в Таїланді.

## Опис
Стовбури деревовиді, 1(3) м заввишки, 8–10 см діаметром у вузькому місці; 10–25 листків в кроні. Листки яскраво-зелені, дуже блискучі, довжиною 65–120 см. Пилкові шишки яйцевиді, жовті чи помаранчеві, довжиною 20–25 см, 8–10 см діаметром. Мегаспорофіли 17–24 см завдовжки, сіро-повстяні. Насіння яйцеподібне, 35–40 мм завдовжки, 29–32 мм завширшки; саркотеста помаранчева, не вкрита нальотом, товщиною 1–2 мм.

## Поширення, екологія
Країни поширення: Таїланд. Трапляється при низьких висотах від 5 до 30 м над рівнем моря. Цей вид росте в густих заростях на зубчастих вапнякових оголеннях з мізерним або ніяким ґрунтом, що піднімається вище мангрових гирл річок. Рослини ростуть на крутих вапнякових схилах і скелях, в оточенні низької чагарникової рослинністю, адаптованої до посухи (Ficus, Euphorbia, Dracaena). Рослини ростуть на повному сонці або в напівтіні.

## Загрози та охорона
Цій рослині загрожують місцеві збирачі рослин. Популяції є в англ. Khao Sam Roi Yot National Park.